# Neobyknovennye priklyucheniya mistera Vesta v strane bolshevikov
Neobyknovennye priklyucheniya mistera Vesta v strane bolshevikov é um filme de comédia soviético de 1924 dirigido por Lev Kulechov.

## Enredo
O filme fala sobre o burguês americano Mr. West, que, junto com seu guarda-costas, viaja para a União Soviética contra as desculpas de seus entes queridos e se encontra em várias situações engraçadas lá.

## Elenco
- Porfiri Podobed como Mr. John S. West
- Boris Barnet como Jeddy
- Aleksandra Khokhlova
- Vsevolod Pudovkin
- Sergey Komarov
- Leonid Obolensky
- Vera Lopatina como Ellie
- G. Kharlampiev como Senka Svishch
- Pyotr Galadzhev
- S. Sletov
- Viktor Latyshevskiy
- Andrei Gorchilin
- Vladimir Fogel